# Donji Hrašćan
Donji Hrašćan – wieś w Chorwacji, w żupanii medzimurskiej, w gminie Donji Kraljevec. W 2011 roku liczyła 547 mieszkańców.